# Toshinari Shōji
Toshinari Shōji (東海林 俊成, Shōji Toshinari) est un colonel de l'armée impériale japonaise durant la Seconde Guerre mondiale né le 27 octobre 1890 à Sendai (Préfecture de Miyagi) et mort le 10 décembre 1974.